# Jessica Morrison
Jessica Morrison (18 mei 1992) is een Australisch roeister.
Morrison won tijdens de Olympische Spelen van 2020 in Tokio de gouden medaille in de vier-zonder. Op de wereldkampioenschappen van 2019 behaalde ze twee zilveren medailles, zowel in de acht als in de twee-zonder, en ook op het WK van 2023 in Belgrado behaalde ze zilver in de twee-zonder.

## Resultaten

### Olympische Zomerspelen
| Jaar | Plaats | Resultaten                               |
| ---- | ------ | ---------------------------------------- |
| 2021 | Tokio  | in de vier-zonder · 7e in de twee-zonder |

### Wereldkampioenschappen roeien
| Jaar | Plaats     | Resultaten                     |
| ---- | ---------- | ------------------------------ |
| 2019 | Ottensheim | in de twee-zonder · in de acht |
| 2023 | Belgrado   | in de twee-zonder              |

1992: Kirsten Barnes & Brenda Taylor &  Jessica Monroe & Kay Worthington ·
2020: Lucy Stephan & Rosemary Popa & Jessica Morrison & Annabelle McIntyre ·
2024: Marloes Oldenburg & Hermijntje Drenth & Tinka Offereins & Benthe Boonstra